# ألكس هيرش
ألكسندر روبرت هيرش (بالإنجليزية: Alexander Robert Hirsch)‏ (18 يونيو 1985 بيدمونت، كاليفورنيا) هو مصمم أمريكي وكاتب سيناريو ومنتج تلفزيوني وممثل.اشتهر بمسلسله "الجاذبية تقع (بالإنجليزية: Gravity Falls)‏.